# Kozmerice
Kozmerice este o localitate din comuna Tolmin, Slovenia, cu o populație de 25 de locuitori.